# 黄金のランデブー
『黄金のランデブー』（おうごんのランデブー、原題：Golden Rendezvous）は、1977年に製作されたイギリス・南アフリカ共和国合作のスリラー映画。
本作のストーリーはアリステア・マクリーンの小説『黄金のランデヴー』（伊藤哲訳、早川書房、1969　のち文庫）が原作でスタンリー・プライスらが脚色したものである。なお、アメリカ合衆国では劇場公開はされず、5年後に編集が異なる『Nuclear Terror』版がテレビ放送された。

## ストーリー
船主のチャールズ・コンウェイやギャンブラーのヴァン・ハーデンらをのせた貨客船カリビアン・スター号がカリブ海に向けて出港した直後、何者かによって通信士が殺された。
通信士が殺される直前、船が危険であることを通信する途中だったことに気付いた一等航海士のジョン・カーターは、捜査を開始する。カーターはセダンの甥のトニー・セダンを疑い、船医のマーストンに看護師の気を引かせてセダンの部屋に忍び込む。そこで無線を盗聴するためのヘッドホンを発見し、トニー・セダンにそのことを訊こうとしたとき、看護師がカーターに向かって発砲した。カーターが看護師を射殺した直後、窓から銃を持った集団が突入してきた。その集団のボスは客として乗船していたカレラスで、カーターが抵抗したため集団は客の一部を射殺し、カーターも足を撃たれた。カーターは重傷を負ったと見せかけ、病室に運ばれそこで集団の目的を探ろうとする。
病室でカーターは船員の中に内通者がいると考え、新しく来たパーサーのプレストンを別の部屋に移し眠らせるようにマーストンに頼む。そして、病室にいたスーザン・ベレスフォードと共にセダンの部屋に再度忍び込み、そこでセダンが本当はアメリカ海軍の原子力の科学者トーブマンで自分は誘拐されたということを語った。トーブマンは他に、船に爆弾が運ばれたことを語った。船倉に向かったカーターとスーザンは、棺に爆弾が仕掛けられていることを発見する。
カレラスはトーブマンに爆弾の時限装置を起動させ、途中遭遇したユニコーン1号の船長を脅し、船を横付けさせ爆弾が仕掛けられた棺と乗客をユニコーン1号に移動させる。時限装置を解除するためのキーを手に入れるため、マーストンの命がけの行動によりカリビアン・スター号に乗り移ったカーターは、機関室でカレラスと対決する。カレラスを射殺したカーターだが、カレラスが身につけているはずのキーがなかった。船内を探していたカーターは、一人船に残っていたヴァン・ハーデンを見つけ、ヴァン・ハーデンが黒幕であることを見破る。ヴァン・ハーデンは、逃がすことを条件にカーターにキーを渡した。カーターはトーブマンにキーを渡し、時限装置が解除された。その後カリビアン・スター号は爆発し、ヴァン・ハーデンも運命を共にした。

## キャスト
| 役名                        | 俳優                   | 日本語吹替                      |
| 役名                        | 俳優                   | 東京12ch版                      |
| --------------------------- | ---------------------- | ------------------------------- |
| ジョン・カーター            | リチャード・ハリス     | 羽佐間道夫                      |
| スーザン・ベレスフォード    | アン・ターケル         | 芝田清子                        |
| ルイ・カレラス              | ジョン・ヴァーノン     | 小林勝彦                        |
| チャールズ・コンウェイ      | デヴィッド・ジャンセン | 村越伊知郎                      |
| ドクター・マーストン        | ゴードン・ジャクソン   | 村松康雄                        |
| ヴァン・ハーデン            | バージェス・メレディス | 千葉順二                        |
| プレストン                  | キース・バクスター     | 若本紀昭                        |
| セダン/ドクター・トーブマン | ロバート・ビーティ     | 増岡弘                          |
| フェアウェザー              | ジョン・キャラダイン   |                                 |
| 不明 その他                 |                        | 幹本雄之 池田勝 藤城裕士 巴菁子 |
|                             |                        |                                 |
| 演出                        | 演出                   | 山田悦司                        |
| 翻訳                        | 翻訳                   | 入江敦子                        |
| 効果                        |                        |                                 |
| 調整                        | 調整                   | 二宮毅                          |
| 制作                        | 制作                   | ザック・プロモーション          |
| 解説                        | 解説                   | 深沢哲也                        |
| 初回放送                    | 初回放送               | 1979年7月5日 『木曜洋画劇場』   |

※スティングレイより発売のDVDに収録

## スタッフ
- 監督：アシュレー・ラザルス、フレディ・フランシス（クレジット無し）
- 製作：アンドレ・ピータース
- 製作総指揮：マーレイ・フランク
- 脚本：スタンリー・プライス、アラン・スコット、クリス・ブライアント
- 原案：ジョン・ゲイ
- 原作：アリステア・マクリーン
- 撮影：ケン・ヒギンズ
- 音楽：ジェフ・ウェイン
- 美術：フランク・ホワイト
- 編集：ラルフ・ケンプレン